# Formule 1 v roce 1992
Sezóna Formule 1 1992 byla 43. ročníkem FIA Mistrovství světa Formule 1. Jelo se 16 závodů v období 1. března až 8. listopadu. Vítězem se poprvé stal Nigel Mansell a stáj Williams-Renault získala páté vítězství v poháru konstruktérů.

## Pravidla
- Boduje prvních šest jezdců podle klíče:
  - 1. 9 bodů
  - 2. 6 bodů
  - 3. 4 body
  - 4. 3 body
  - 5. 2 body
  - 6. 1 bod

## Velké ceny
| Datum               | Grand Prix                                  | Náhled | Akce               | Jezdec                      | Vůz                         | Stav MS       |
| ------------------- | ------------------------------------------- | ------ | ------------------ | --------------------------- | --------------------------- | ------------- |
| 1. GP 1. březen     | Jihoafrická republika Kyalami (Výsledky)    |        | Závod              | Nigel Mansell               | Williams-Renault FW14B      | Nigel Mansell |
| 1. GP 1. březen     | Jihoafrická republika Kyalami (Výsledky)    | Kolo   | Nigel Mansell      | Williams-Renault FW14B      |                             | Nigel Mansell |
| 1. GP 1. březen     | Jihoafrická republika Kyalami (Výsledky)    | Pole   | Nigel Mansell      | Williams-Renault FW14B      |                             | Nigel Mansell |
| 2. GP 22. březen    | Mexiko Hermanos Rodríguez (Výsledky)        |        | Závod              | Nigel Mansell               | Williams-Renault FW14B      | Nigel Mansell |
| 2. GP 22. březen    | Mexiko Hermanos Rodríguez (Výsledky)        | Kolo   | Gerhard Berger     | McLaren-Honda MP4/5B        |                             | Nigel Mansell |
| 2. GP 22. březen    | Mexiko Hermanos Rodríguez (Výsledky)        | Pole   | Nigel Mansell      | Williams-Renault FW14B      |                             | Nigel Mansell |
| 3. GP 5. duben      | Brazílie Interlagos (Výsledky)              |        | Závod              | Nigel Mansell               | Williams-Renault FW14B      | Nigel Mansell |
| 3. GP 5. duben      | Brazílie Interlagos (Výsledky)              | Kolo   | Riccardo Patrese   | Benetton-Ford Cosworth B190 |                             | Nigel Mansell |
| 3. GP 5. duben      | Brazílie Interlagos (Výsledky)              | Pole   | Nigel Mansell      | Williams-Renault FW14B      |                             | Nigel Mansell |
| 4. GP 3. květen     | Španělsko Circuit de Catalunya (Výsledky)   |        | Závod              | Nigel Mansell               | Williams-Renault FW14B      | Nigel Mansell |
| 4. GP 3. květen     | Španělsko Circuit de Catalunya (Výsledky)   | Kolo   | Nigel Mansell      | Williams-Renault FW14B      |                             | Nigel Mansell |
| 4. GP 3. květen     | Španělsko Circuit de Catalunya (Výsledky)   | Pole   | Nigel Mansell      | Williams-Renault FW14B      |                             | Nigel Mansell |
| 5. GP 17. květen    | San Marino Imola (Výsledky)                 |        | Závod              | Nigel Mansell               | Williams-Renault FW14B      | Nigel Mansell |
| 5. GP 17. květen    | San Marino Imola (Výsledky)                 | Kolo   | Riccardo Patrese   | Williams-Renault FW14B      |                             | Nigel Mansell |
| 5. GP 17. květen    | San Marino Imola (Výsledky)                 | Pole   | Nigel Mansell      | Williams-Renault FW14B      |                             | Nigel Mansell |
| 6. GP 31. květen    | Monako Circuit de Monaco (Výsledky)         |        | Závod              | Ayrton Senna                | McLaren-Honda MP4/6B        | Nigel Mansell |
| 6. GP 31. květen    | Monako Circuit de Monaco (Výsledky)         | Kolo   | Nigel Mansell      | Williams-Renault FW14B      |                             | Nigel Mansell |
| 6. GP 31. květen    | Monako Circuit de Monaco (Výsledky)         | Pole   | Nigel Mansell      | Williams-Renault FW14B      |                             | Nigel Mansell |
| 7. GP 14. červen    | Kanada Circuit Gilles Villeneuve (Výsledky) |        | Závod              | Gerhard Berger              | McLaren-Honda MP4/6B        | Nigel Mansell |
| 7. GP 14. červen    | Kanada Circuit Gilles Villeneuve (Výsledky) | Kolo   | Gerhard Berger     | McLaren-Honda MP4/6B        |                             | Nigel Mansell |
| 7. GP 14. červen    | Kanada Circuit Gilles Villeneuve (Výsledky) | Pole   | Ayrton Senna       | McLaren-Honda MP4/6B        |                             | Nigel Mansell |
| 8. GP 5. červenec   | Francie Magny-Cours (Výsledky)              |        | Závod              | Nigel Mansell               | Williams-Renault FW14B      | Nigel Mansell |
| 8. GP 5. červenec   | Francie Magny-Cours (Výsledky)              | Kolo   | Nigel Mansell      | Williams-Renault FW14B      |                             | Nigel Mansell |
| 8. GP 5. červenec   | Francie Magny-Cours (Výsledky)              | Pole   | Nigel Mansell      | Williams-Renault FW14B      |                             | Nigel Mansell |
| 9. GP 12. červenec  | Velká Británie Silverstone (Výsledky)       |        | Závod              | Nigel Mansell               | Williams-Renault FW14B      | Nigel Mansell |
| 9. GP 12. červenec  | Velká Británie Silverstone (Výsledky)       | Kolo   | Nigel Mansell      | Williams-Renault FW14B      |                             | Nigel Mansell |
| 9. GP 12. červenec  | Velká Británie Silverstone (Výsledky)       | Pole   | Nigel Mansell      | Williams-Renault FW14B      |                             | Nigel Mansell |
| 10. GP 26. červenec | Německo Hockenheimring (Výsledky)           |        | Závod              | Nigel Mansell               | Williams-Renault FW14B      | Nigel Mansell |
| 10. GP 26. červenec | Německo Hockenheimring (Výsledky)           | Kolo   | Riccardo Patrese   | Williams-Renault FW14B      |                             | Nigel Mansell |
| 10. GP 26. červenec | Německo Hockenheimring (Výsledky)           | Pole   | Nigel Mansell      | Williams-Renault FW14B      |                             | Nigel Mansell |
| 11. GP 16. srpen    | Maďarsko Hungaroring (Výsledky)             |        | Závod              | Ayrton Senna                | McLaren-Honda MP4/6B        | Nigel Mansell |
| 11. GP 16. srpen    | Maďarsko Hungaroring (Výsledky)             | Kolo   | Nigel Mansell      | Williams-Renault FW14B      |                             | Nigel Mansell |
| 11. GP 16. srpen    | Maďarsko Hungaroring (Výsledky)             | Pole   | Riccardo Patrese   | Williams-Renault FW14B      |                             | Nigel Mansell |
| 12. GP 30. srpen    | Belgie Spa-Francorchamps (Výsledky)         |        | Závod              | Michael Schumacher          | Benetton-Ford Cosworth B192 | Nigel Mansell |
| 12. GP 30. srpen    | Belgie Spa-Francorchamps (Výsledky)         | Kolo   | Michael Schumacher | Benetton-Ford Cosworth B192 |                             | Nigel Mansell |
| 12. GP 30. srpen    | Belgie Spa-Francorchamps (Výsledky)         | Pole   | Nigel Mansell      | Williams-Renault FW14B      |                             | Nigel Mansell |
| 13. GP 13. září     | Itálie Monza (Výsledky)                     |        | Závod              | Ayrton Senna                | McLaren-Honda MP4/6B        | Nigel Mansell |
| 13. GP 13. září     | Itálie Monza (Výsledky)                     | Kolo   | Nigel Mansell      | Williams-Renault FW14B      |                             | Nigel Mansell |
| 13. GP 13. září     | Itálie Monza (Výsledky)                     | Pole   | Nigel Mansell      | Williams-Renault FW14B      |                             | Nigel Mansell |
| 14. GP 27. září     | Portugalsko Estoril (Výsledky)              |        | Závod              | Nigel Mansell               | Williams-Renault FW14B      | Nigel Mansell |
| 14. GP 27. září     | Portugalsko Estoril (Výsledky)              | Kolo   | Ayrton Senna       | McLaren-Honda MP4/6B        |                             | Nigel Mansell |
| 14. GP 27. září     | Portugalsko Estoril (Výsledky)              | Pole   | Nigel Mansell      | Williams-Renault FW14B      |                             | Nigel Mansell |
| 15. GP 25. říjen    | Japonsko Suzuka (Výsledky)                  |        | Závod              | Riccardo Patrese            | Williams-Renault FW14B      | Nigel Mansell |
| 15. GP 25. říjen    | Japonsko Suzuka (Výsledky)                  | Kolo   | Nigel Mansell      | Williams-Renault FW14B      |                             | Nigel Mansell |
| 15. GP 25. říjen    | Japonsko Suzuka (Výsledky)                  | Pole   | Nigel Mansell      | Williams-Renault FW14B      |                             | Nigel Mansell |
| 16. GP 8. listopad  | Austrálie Adelaide (Výsledky)               |        | Závod              | Gerhard Berger              | McLaren-Honda MP4/6B        | Nigel Mansell |
| 16. GP 8. listopad  | Austrálie Adelaide (Výsledky)               | Kolo   | Michael Schumacher | Benetton-Ford Cosworth B192 |                             | Nigel Mansell |
| 16. GP 8. listopad  | Austrálie Adelaide (Výsledky)               | Pole   | Nigel Mansell      | Williams-Renault FW14B      |                             | Nigel Mansell |